# Anna Rossinelli
Anna Rossinelli (20 de Abril de 1987 em Basileia) é uma cantora e letrista suíça. Rossinelli é atualmente cantora do trio pop-soul Anne Claire.

## Festival Eurovisão da Canção
A 11 de Dezembro de 2010, Rossinelli ganhou a final nacional suíça (Die grosse Entscheidungs Show), com a canção "In Love For a While" e irá representar o país no Festival Eurovisão da Canção 2011 em Düsseldorf, Alemanha.